# Anne Mette Kirk Ørskov
Anne Mette Kirk Ørskov (født 30. oktober 1979) er en dansk tv-vært.
Hun blev ansat hos TV 2 i 2006 som reporter på TV 2 NEWS. Hun var barselsafløser for Trine Panum Kjeldsen på Station 2 Efterlyst fra den 30. november 2009 til august 2010.